# Fleksy
Fleksy est un clavier virtuel disponible sur iOS et Android créé en 2011 par la société Syntellia. Il a pour particularité de respecter la vie privée de ses utilisateurs et d'être particulièrement personnalisable et rapide. Ce clavier est disponible de 49 langues. Aujourd'hui Fleksy est géré par Thingthing Ltd. et compte plus de 11 millions de téléchargements sur iOS et Android et 750 000 utilisateurs actifs. Il souhaite s'imposer contre ses principaux concurrents, SwiftKey et Gboard.

## Historique
L'entreprise qui a développé le clavier Fleksy (Fleksy Inc.) est créée en 2011.
Le 12 juillet 2012, la première version de Fleksy est disponible sur l'AppStore. Cette version payante est tout d’abord destinée aux personnes malvoyantes.
En décembre 2013, Fleksy sort son application sur Android au prix de 3.99$.
En 2014, Fleksy entre dans le Guinness Book des Records en tant que clavier le plus rapide du monde.
En janvier 2015 les applications Android et iOS de Fleksy deviennent gratuites avec des achats intégrés.
Le 25 juillet 2017 la société anglaise Thingthing Ltd. reprend la société Fleksy Inc..
Le 29 novembre 2017, un partenariat entre Qwant et Fleksy intègre le moteur de recherche de Qwant sur les claviers Fleksy.

## Identité Visuelle

Logo de Fleksy avant le 10 janvier 2018
Logo de Fleksy depuis le 10 janvier 2018